# Georg Buschner
Georg Buschner (26. prosince 1925, Gera - 12. února 2007, Jena) byl východoněmecký fotbalista, obránce, reprezentant Východního Německa (NDR). Po skončení aktivní kariéry působil jako úspěšný trenér.

## Fotbalová kariéra
V východoněmecké oberlize hrál za Motor Gera a Motor Jena, nastoupil ve 153 ligových utkáních a dal 12 gólů. Za reprezentaci Východního Německa (NDR) nastoupil v letech 1954-1957 v 6 utkáních.

## Ligová bilance
| Ročník           | Zápasy | Góly | Klub       |
| ---------------- | ------ | ---- | ---------- |
| I. liga 1950/51  | 29     | 3    | Motor Gera |
| I. liga 1951/52  | 30     | 2    | Motor Gera |
| I. liga 1952/53  | 32     | 0    | Motor Jena |
| II. liga 1953/54 | -      | -    | Motor Jena |
| II. liga 1954/55 | -      | -    | Motor Jena |
| II. liga 1955    | -      | -    | Motor Jena |
| II. liga 1956    | -      | -    | Motor Jena |
| I. liga 1957     | 24     | 0    | Motor Jena |
| I. liga 1958     | 13     | 0    | Motor Jena |
| CELKEM I. liga   | 153    | 12   |            |

## Trenérská kariéra
V letech 1958-1971 byl trenérem FC Carl Zeiss Jena, s týmem vyhrál třikrát východoněmeckou ligu a jednou pohár. Byl trenérem východoněmecké reprezentace na Mistrovství světa ve fotbale 1974. V roce 1972 byl trenérem bronzového týmu na LOH 1972 v Mnichově. V roce 1976 byl trenérem zlatého týmu na LOH 1976 v Montréalu.